# Przedsiębiorstwo Komunikacji Samochodowej w Rykach
Przedsiębiorstwo Komunikacji Samochodowej w Rykach sp. z o.o. – przedsiębiorstwo z siedzibą w Rykach zajmujące się usługami związanymi z rozkładowym transportem zbiorowym na terenie powiatu ryckiego i powiatu puławskiego oraz w komunikacji międzymiastowej.
PKS Ryki powstało 22 lipca 2016 roku po likwidacji PKS Puławy i jest w posiadaniu samorządu ryckiego. Dworzec autobusowy i zarząd przedsiębiorstwa ma swoją siedzibę w Rykach przy ul. Warszawskiej 7/9.